# Mystus malabaricus
Mystus malabaricus es una especie de peces de la familia Bagridae en el orden de los Siluriformes.

## Morfología
• Los machos pueden llegar alcanzar los 15 cm de longitud total.

## Distribución geográfica
Se encuentra en la India: Kerala, Karnataka y Maharashtra.